# Look at yourself (Uriah Heep)
Look at yourself is het derde studioalbum van de Britse rockgroep Uriah Heep. Dit album is opgenomen in juli 1971 en werd hun internationale doorbraak.  De recensent Donald A. Gaurisco van AllMusic Guide schreef over dit album: "Look at yourself is both one of Uriah Heep’s finest, most cohesive albums and a high point of 1970’s heavy metal."

## Muziek
Het album wordt gezien als een van de beste platen van Heep. Het is een combinatie van progressieve rock en hard rock.
De titeltrack Look at yourself heeft een sterk ritmisch slotstuk, met ondersteuning van drie percussionisten van de Afrikaanse band Osibisa. Dit nummer wordt op de plaat gezongen door Ken Hensley, omdat zanger David Byron last had van stemproblemen. July morning heeft ook een langdurig slotstuk, met de toetsenist Manfred Mann op mellotron. Dat nummer wordt vaak vergeleken met klassiekers zoals Child in Time van Deep Purple en Stairway to Heaven van Led Zeppelin. De meeste andere nummers van dit album zijn stevige rockers, met een belangrijke rol voor orgel en gitaar. Het rustpunt van dit album is What should be done. De nummers zijn geschreven door Ken Hensley, alleen of samen met andere bandleden.

## Album
Het album is opgenomen in juli 1971 in de Landsdowne Studio’s in Londen en geproduceerd door Gerry Bron. Het is uitgebracht in oktober 1971. Look at yourself is het eerste album van Uriah Heep dat werd uitgebracht op het Bronze Records, platenlabel van producer Gerry Bron. In 1986 is dit album voor het eerst op cd verschenen. In 1996 is een geremasterde cd uitgebracht met twee bonus tracks, in 2003 verscheen een luxe versie van dit album met zeven bonus tracks. In 2017 is een dubbelalbum uitgebracht, met elf alternatieve, niet eerder verschenen versies. De originele platenhoes bevatte een aluminiumfolie vel, zodat de luisteraar naar zichzelf keek, als hij de platenhoes in handen had.

## Musici
- Ken Hensley – orgel, piano, akoestische en elektrische gitaar, zang
- Mick Box – elektrische en akoestische gitaar
- David Byron – zang
- Paul Newton – basgitaar
- Ian Clarke - drums

Toegevoegde muzikanten
- leden van Osibisa (op Look at yourself)
- Manfred Mann (op July Morning)

Drummer Ian Clarke heeft gespeeld op alle nummers van dit album, maar heeft slechts kort in de band gezeten. Zijn naam wordt niet genoemd bij de credits op de albumhoes. Ook bassist Paul Newton verliet de band na de opnames van dit album. Zijn vader was jarenlang de manager van de band en hij had ernstige bedenkingen bij de toenemende rol van producer Gerry Bron ("Bron" in "Bron"ze Records). Toen vader Newton zijn conclusies trok en terugtrad, stapte zijn zoon ook op.

## Muziek
| Nr. | Titel                        | Duur  |
| --- | ---------------------------- | ----- |
| 1.  | Look at yourself (Hensley)   | 5:09  |
| 2.  | I wanna be free (Hensley)    | 4:00  |
| 3.  | July morning (Hensley/Byron) | 10:32 |

| Nr. | Titel                            | Duur |
| --- | -------------------------------- | ---- |
| 1.  | Tears in my eyes (Hensley)       | 5:01 |
| 2.  | Shadows of grief (Hensley/Byron) | 8:39 |
| 3.  | What should be done (Hensley)    | 4:15 |
| 4.  | Love machine (Hensley/Byron/Box) | 3:37 |